# Antifonarium (document)

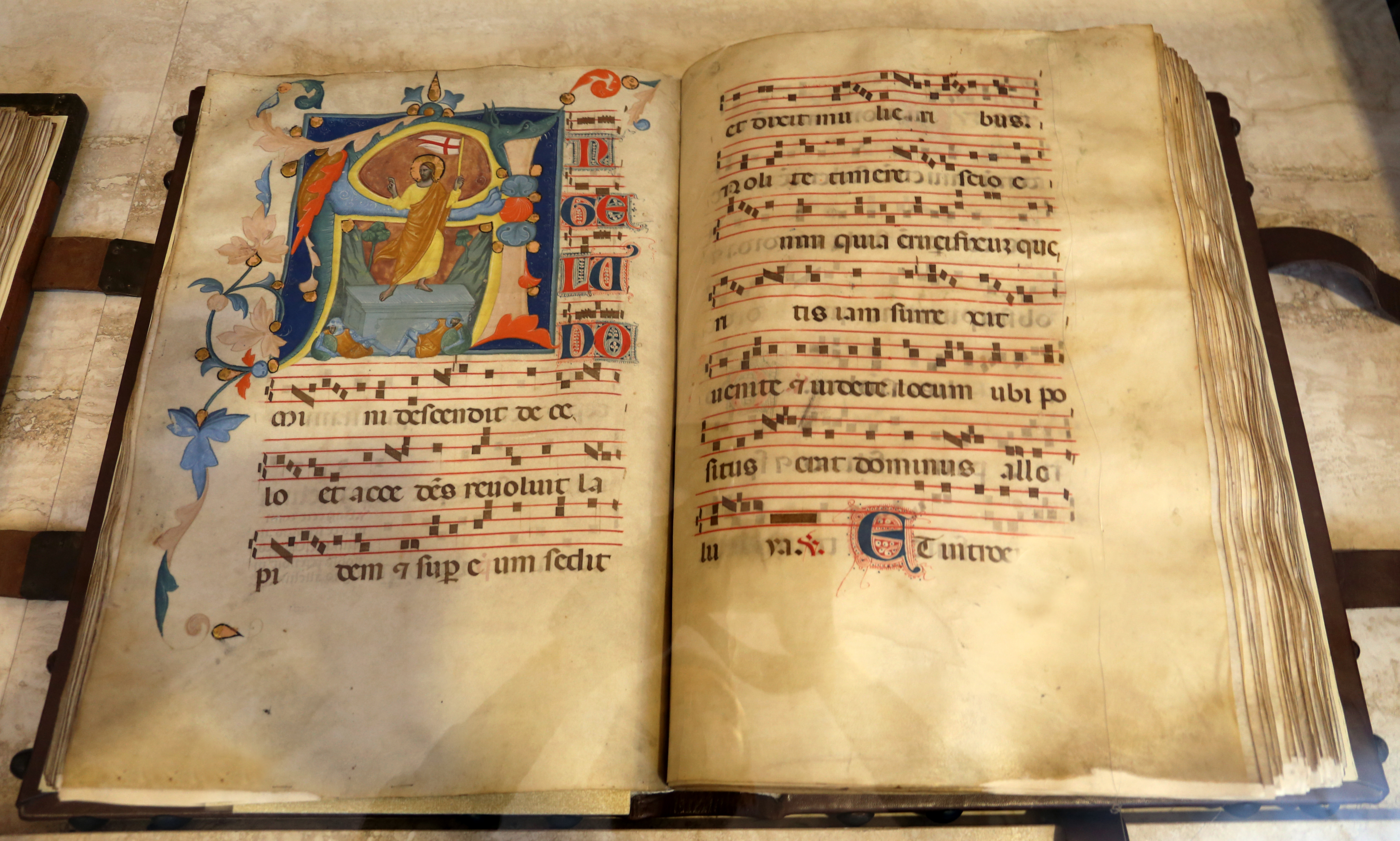
Antifonarium ca. 1325-1350, van Buonaguida en zijn atelier samen met meester Daddesco.

Een Antifonarium is een koorboek dat gebruikt wordt door het koor bij het zingen van het getijdengebed. De psalmen die de basis vormen van het getijdengebed worden omkaderd door gezongen antifonen en responsoria, ook de psalmen werden trouwens gezongen. In de meest recente versie van een antifonarium opgesteld onder paus Pius IX en paus Leo XIII, bevat het boek niet alleen de antifonen, maar alle gezangen die deel uitmaken van het getijdengebed, dus antifonen, psalmen, responsoria en hymnen en is dus eigenlijk een samenbundeling van hat antifonarium, het psalterium, het hymnarium en het responsoriale.

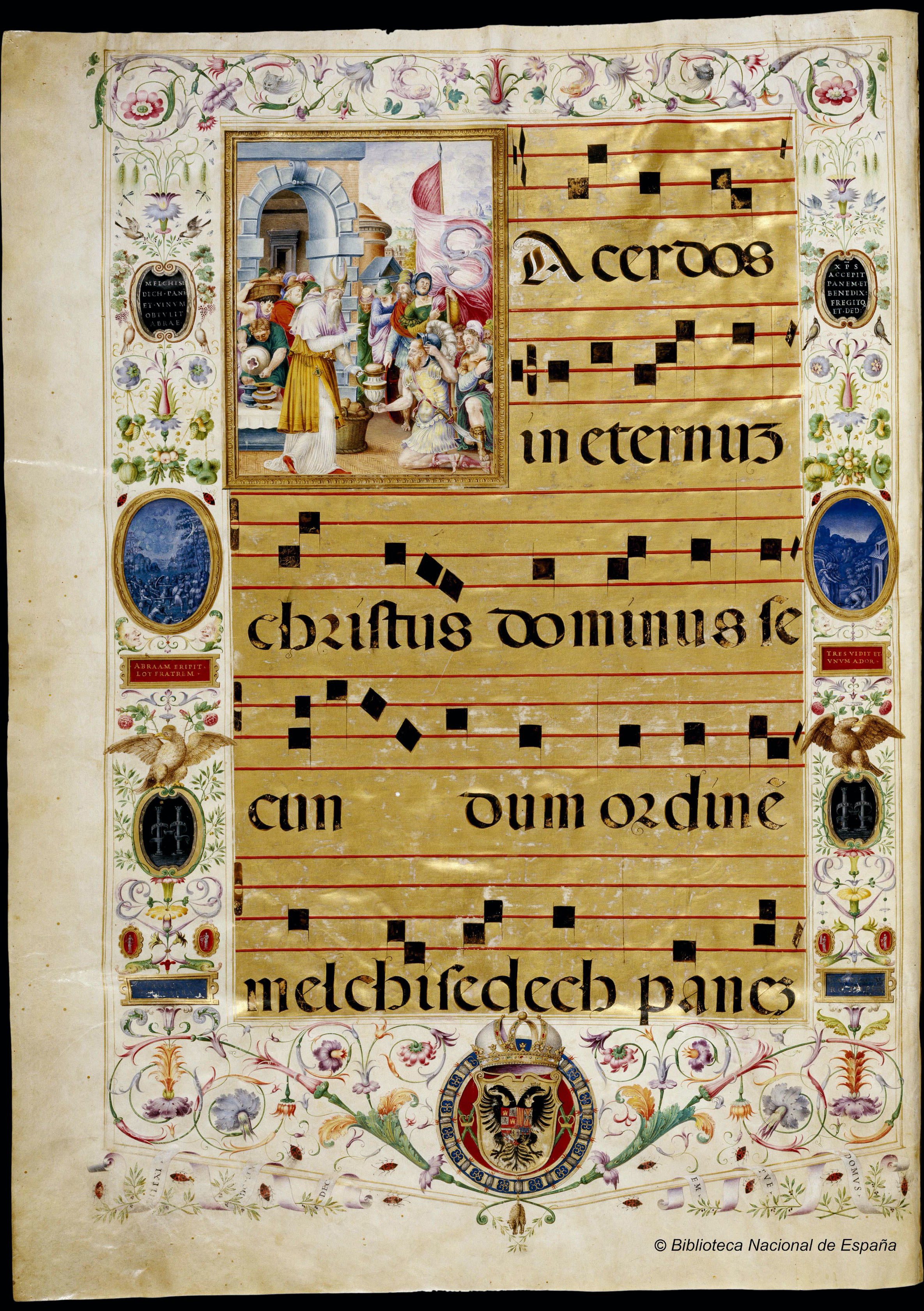
Antifonarium van Karel V.

Een antifonarium is geordend in functie van het kerkelijk jaar en begint dus bij het begin van de advent op de vierde zondag voor kerstmis. In een antifonarium zijn meestal de gezangen voor de zondagen en voor de feestdagen van de heiligen opgenomen, het zijn dus volumineuze werken, ze worden dan ook dikwijls in twee delen gesplitst: een winterdeel en een zomerdeel. Het winterdeel eindigt dan met Pasen of met Pinksteren.
Er bestaat ook een “antiphonarium Missarum”, dat de antifonen gebruikt in de misviering en bij uitbreiding, alle veranderlijke en vaste gezangen gezongen door het koor, voor de verschillende tijden en feesten van het liturgische jaar bevat, maar meestal noemt men dat een graduale.

## Geschiedenis

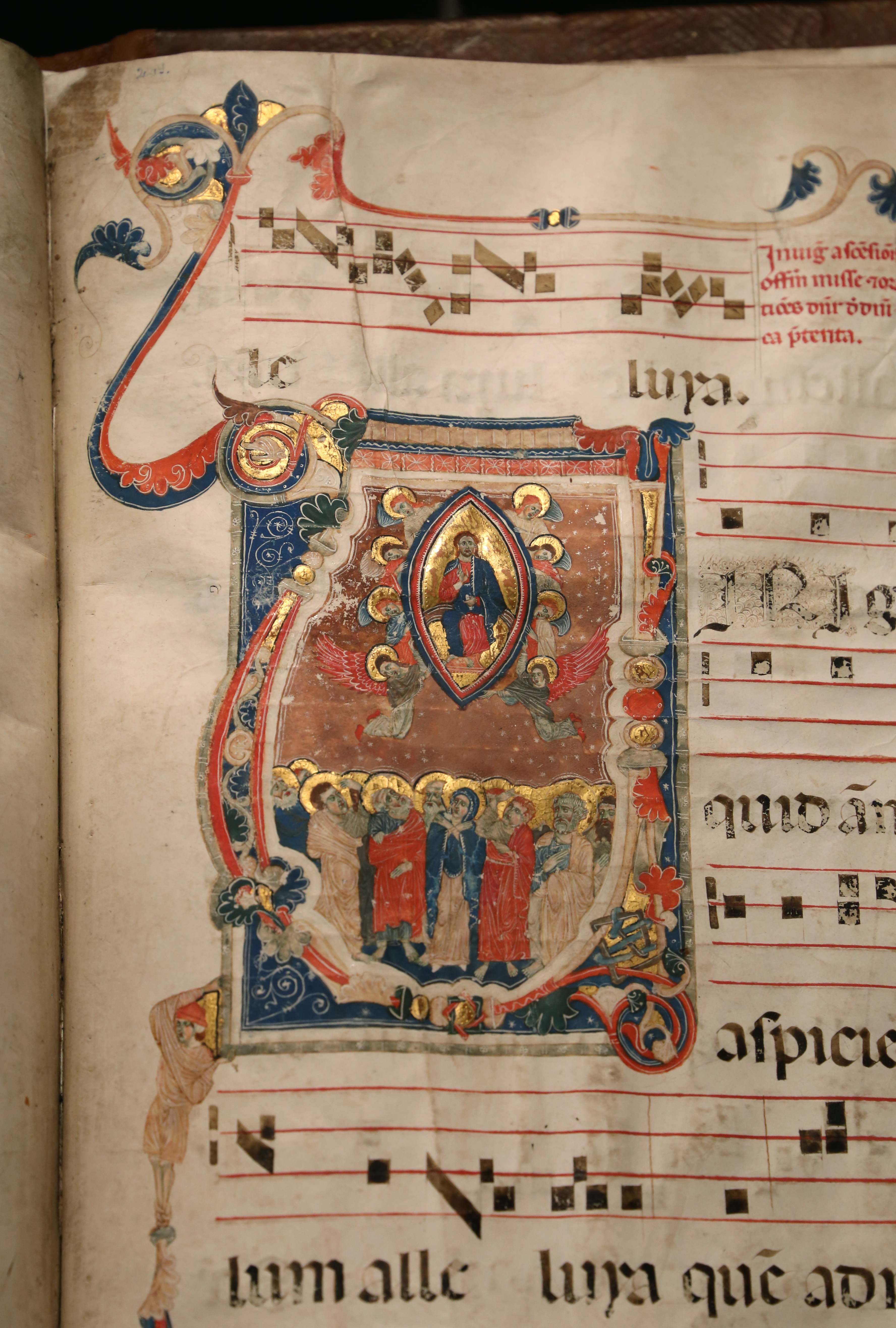
Antifonarium uit de dom van Volterra.

De antifoon ontstond vrij vroeg. In het laat-vierde-eeuwse reisdagboek Itinerarium Egeriae van de Gallaecische pelgrim Egeria komt men de eerste verwijzing naar de term antifoon tegen. Naarmate het aantal antifonen toenam ging men ze noteren in een boek, de tekst samen met de muzieknotatie, en een dergelijk boek noemde men een antifonarium. 
De eerste voorlopers van de antifonaria ontstonden in de zesde eeuw ten tijde van Paus Gregorius I, maar de naam antifonarium komt pas in gebruik vanaf de 8e eeuw. Een van de vroegste antifonaria is dat van Bangor dat geschreven werd omstreeks 680 in de abdij van die naam in Ierland.
Het “antifonarium romanum” vond ingang in Europa ten tijde van Pepijn de Korte, die de Romeinse liturgie in zijn koninkrijk invoerde, waarbij versmelting van de Gallicaanse en de Romeinse liturgie aanleiding was voor het ontstaan van de gregoriaanse zang. Een van de oudste bewaarde antifonaria (eigenlijk een graduale) is de “Antifonarius ordinatus a sancto Gregorio per circulum anni” dat gemaakt werd in de Sint-Pietersabdij te Gent tussen 750 en 825 tijdens het bewind van Karel de Grote en nu bewaard wordt in de Koninklijke Bibliotheek van België als ms. 10127-10144. Het antifonarium is een onderdeel van dit handschrift. Dit handschrift is nog zonder muzieknotatie, de neumen werden pas vanaf de 9e eeuw gebruikt voor de gregoriaanse gezangen.

## Uitvoering

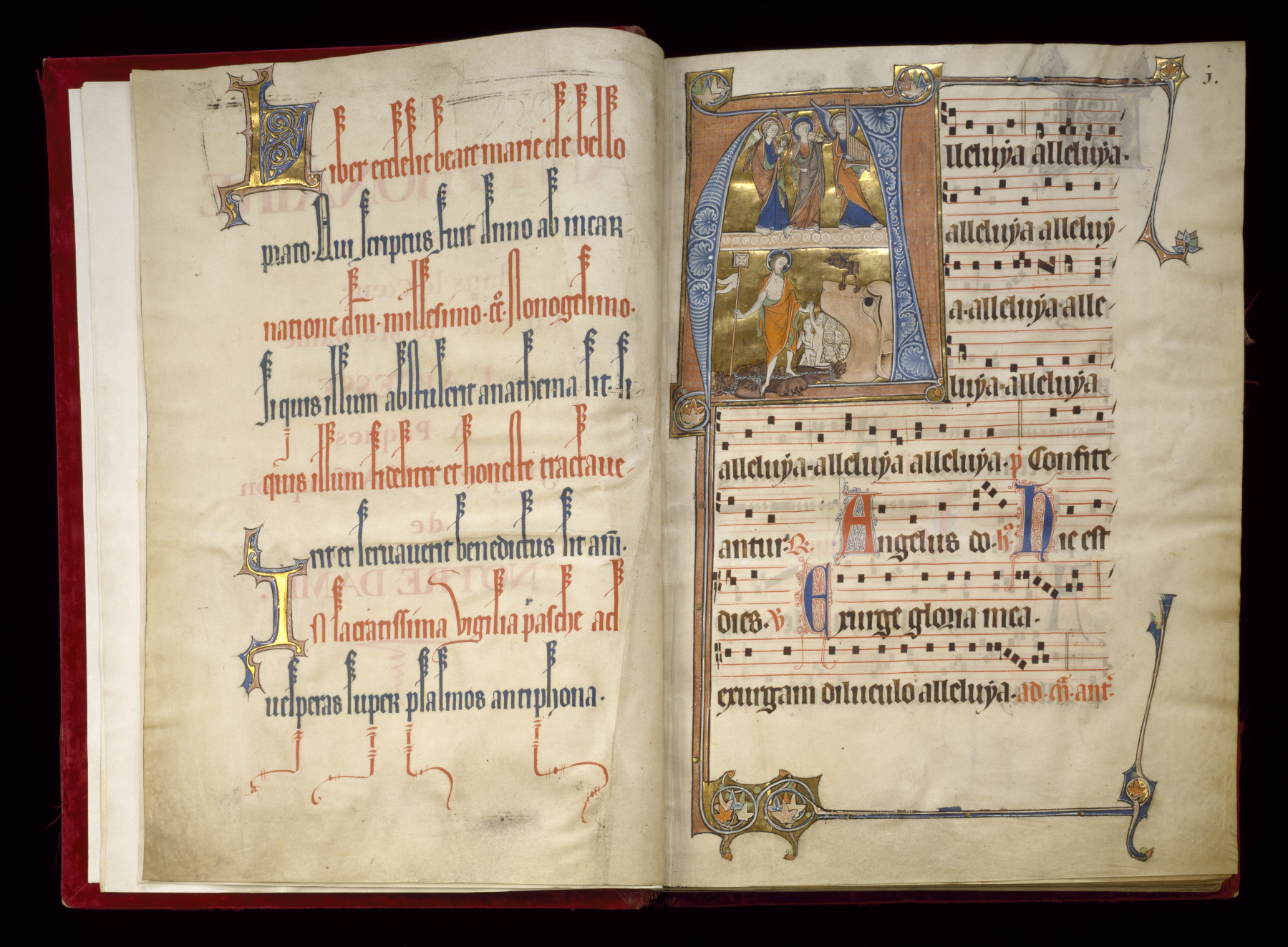
Antifonarium van Beaupré uit 1290 in het Walters Art Museum

De antifonaria die bewaard zijn uit de middeleeuwen zijn uiteraard handschriften. Ze waren vaak verlucht, een mooi voorbeeld daarvan is het Antifonarium Tsgrooten. Er zijn ook een hele reeks gedrukte antifonaria. Gilbert Huybens  geeft in zijn artikel “Liturgische zangboeken in Belgische bibliotheken. Bibliografie 1571-1904 in E Codicibus Impressisque” een lijst van meer dan 800 bewaarde (gedrukte) exemplaren. Onder meer Christoffel Plantijn en Colard Mansion drukten antifonaria.

## Web links
- Antiphonarium van Karel de Kale
- Antiphonarium van de Sint-Baafsabdij te Gent
- Antifonarium Tsgrooten online raadplegen
- 10th-16th Century Liturgical Chants, Library of Congress
- Pagina uit het antifonarium van beaupre

- Bibliothèque nationale de France: cb11980046t (data)
- Gemeinsame Normdatei: 4142731-2
- Library of Congress Control Number: sh85005734
- Nationale Bibliotheek van Tsjechië: ph118496
- Nationale Bibliotheek van Israël: 987007295542605171